# NGC 6565
NGC 6565，也稱為ESO 456-70，距離地球約14,000光年，是位於人馬座的一個行星狀星雲。這是顆垂死的恆星（由恆星風推開的恆星外殼氣體和恆星構成星雲本身的顏色）。